# Томас Тенконі
Томас Тенконі (італ. Tomas Tenconi; нар. 3 вересня 1980) — колишній італійський тенісист.
Найвищу одиночну позицію світового рейтингу — 141 місце досяг 6 червня 2005, парну — 145 місце — 15 серпня 2005 року.
Завершив кар'єру 2011 року.

## Фінали турнірів ATP
| Легенда                  |
| Серія ATP Челленджер (3) |

### Титули (3)
| Ранг | Дата            | Турнір          | Покриття | Суперник              | Рахунок            |
| ---- | --------------- | --------------- | -------- | --------------------- | ------------------ |
| 1.   | 12 липня 2004   | Ріміні, Італія  | Ґрунт    | Алекс Калатрава       | 6–2, 6–1           |
| 2.   | 15 вересня 2008 | Тоді, Італія    | Ґрунт    | Рубен Рамірес Ідальго | 4–6, 6–3, 6–0      |
| 3.   | 22 вересня 2008 | Неаполь, Італія | Ґрунт    | Лямін Уахаб           | 6–7(6–8), 6–3, 6–1 |